# Lliga de Campions de la UEFA 2021-22 (Fase de Grups)
La fase de grups de la UEFA Champions League 2021–22 va començar el 14 de setembre de 2021 i acabarà el 8 de desembre de 2021. Un total de 32 equips competeixen a la fase de grups per decidir els 16 llocs de la fase eliminatòria de la UEFA Champions League 2021–22.

## Calendari
| Fase          | Sorteig                                      | Ronda     | Data                      |
| ------------- | -------------------------------------------- | --------- | ------------------------- |
| Fase de Grups | 26 d'agost 2021, hores 18:00 CEST (Istanbul) | Jornada 1 | 14-15 de setembre de 2021 |
| Fase de Grups | 26 d'agost 2021, hores 18:00 CEST (Istanbul) | Jornada 2 | 28-29 de setembre de 2021 |
| Fase de Grups | 26 d'agost 2021, hores 18:00 CEST (Istanbul) | Jornada 3 | 19-20 d'octubre de 2021   |
| Fase de Grups | 26 d'agost 2021, hores 18:00 CEST (Istanbul) | Jornada 4 | 2-3 de novembre de 2021   |
| Fase de Grups | 26 d'agost 2021, hores 18:00 CEST (Istanbul) | Jornada 5 | 23-24 de novembre de 2021 |
| Fase de Grups | 26 d'agost 2021, hores 18:00 CEST (Istanbul) | Jornada 6 | 7-8 de desembre de 2021   |

## Equips
A continuació es mostren els equips participants (amb els seus coeficients de club UEFA de 2021), agrupats per la seva sembra. Inclouen:
- 26 equips que van entrar en aquesta etapa
- 6 guanyadors de la ronda de play-off (4 de Champions Path, 2 de League Path)

| Llegenda                                                                                |
| --------------------------------------------------------------------------------------- |
| Primer i segons classificat (als vuitens de final de la fase eliminatòria)              |
| Tercers classificat (en els play-offs de la fase eliminatòria de la UEFA Europa League) |
| Quarters classificat (eliminat)                                                         |

| Equips           | Coeff   |
| Urna 1           | Urna 1  |
| ---------------- | ------- |
| Chelsea FC       | 98.000  |
| Vila-real CF     | 63.000  |
| Atlètic Madrid   | 115.000 |
| Manchester City  | 125.000 |
| Bayern Múnic     | 134.000 |
| Inter            | 53.000  |
| Lille            | 14.000  |
| Sporting Lisbona | 45.500  |

| Equips               | Coeff   |
| Urna 2               | Urna 2  |
| -------------------- | ------- |
| Reial Madrid         | 127.000 |
| FC Barcelona         | 122.000 |
| Juventus FC          | 120.000 |
| Manchester United FC | 113.000 |
| Paris Saint-Germain  | 113.000 |
| Liverpool FC         | 101.000 |
| Sevilla              | 98.000  |
| Borussia Dortmund    | 90.000  |

| Equips                | Coeff  |
| Urna 3                | Urna 3 |
| --------------------- | ------ |
| Porto                 | 87.000 |
| Ajax                  | 82.500 |
| Xakhtar               | 79.000 |
| Leipzig               | 66.000 |
| Salzburg              | 59.000 |
| Benfica               | 58.000 |
| Atalanta              | 50.500 |
| Zenit Sant Petersburg | 50.000 |

| Equips           | Coeff  |
| Urna 4           | Urna 4 |
| ---------------- | ------ |
| Besiktas         | 49.000 |
| Dinamo Kíev      | 47.000 |
| Club Brugge      | 35.500 |
| Young Boys       | 35.000 |
| AC Milan         | 31.000 |
| Malmö FF         | 18.500 |
| Wolfsburg        | 14.714 |
| Sheriff Tiraspol | 14.500 |

## Partits

### Grup A
| Equip               | Pts | PJ | PG | PE | PP | GF | GC | DG |
| ------------------- | --- | -- | -- | -- | -- | -- | -- | -- |
| Paris Saint-Germain | 7   | 3  | 2  | 1  | 0  | 6  | 3  | +3 |
| Manchester City     | 6   | 3  | 2  | 0  | 1  | 11 | 6  | +5 |
| Club Brugge         | 4   | 3  | 1  | 1  | 1  | 4  | 7  | -3 |
| Leipzig             | 0   | 3  | 0  | 0  | 3  | 6  | 11 | -5 |

| Manchester City                                                                           | 6-3     | Leipzig            |
| ----------------------------------------------------------------------------------------- | ------- | ------------------ |
| Aké 16' · Mukiele 28' (p.p.) · Mahrez 45+2' (p.) · Grealish 56' · Cancelo 75' · Jesus 85' | Informe | 42' 51' 73' Nkunku |

| Club Brugge | 1-1     | Paris Saint-Germain |
| ----------- | ------- | ------------------- |
| Vanaken 27' | Informe | 15' Herrera         |

| Leipzig   | 1-2     | Club Brugge            |
| --------- | ------- | ---------------------- |
| Nkunku 5' | Informe | 22' Vanaken · 40' Rits |

| Paris Saint-Germain  | 2-0     | Manchester City |
| -------------------- | ------- | --------------- |
| Gueye 8' · Messi 74' | Informe |                 |

| Club Brugge | 1-5     | Manchester City                                             |
| ----------- | ------- | ----------------------------------------------------------- |
| Vanaken 81' | Informe | 30' Cancelo · 43' (p.) 84' Mahrez · 53' Walker · 67' Palmer |

| Paris Saint-Germain            | 3-2     | Leipzig                 |
| ------------------------------ | ------- | ----------------------- |
| Mbappé 9' · Messi 67' 74' (p.) | Informe | 28' Silva · 57' Mukiele |

| Leipzig | v | Paris Saint-Germain |
| ------- | - | ------------------- |
|         |   |                     |

 Red Bull Arena, Leipzig
| Manchester City | v | Club Brugge |
| --------------- | - | ----------- |
|                 |   |             |

 Estadi Ciutat de Manchester, Manchester
| Manchester City | v | Paris Saint-Germain |
| --------------- | - | ------------------- |
|                 |   |                     |

 Estadi Ciutat de Manchester, Manchester
| Club Brugge | v | Leipzig |
| ----------- | - | ------- |
|             |   |         |

 Estadi Jan Breydel, Bruges
| Leipzig | v | Manchester City |
| ------- | - | --------------- |
|         |   |                 |

 Red Bull Arena, Leipzig
| Paris Saint-Germain | v | Club Brugge |
| ------------------- | - | ----------- |
|                     |   |             |

 Parc des Princes, París

### Grup B
| Equip          | Pts | PJ | PG | PE | PP | GF | GC | DG |
| -------------- | --- | -- | -- | -- | -- | -- | -- | -- |
| Liverpool FC   | 6   | 2  | 2  | 0  | 0  | 8  | 3  | +5 |
| Atlètic Madrid | 4   | 2  | 1  | 1  | 0  | 2  | 1  | +1 |
| Porto          | 1   | 2  | 0  | 1  | 1  | 1  | 5  | -4 |
| Milà           | 0   | 2  | 0  | 0  | 2  | 3  | 5  | -2 |

| Liverpool FC                                 | 3-2     | Milà                 |
| -------------------------------------------- | ------- | -------------------- |
| Tomori 8' (p.p.) · Salah 49' · Henderson 69' | Informe | 42' Rebić · 44' Díaz |

| Atlètic Madrid | 0-0     | Porto |
| -------------- | ------- | ----- |
|                | Informe |       |

| Milà     | 1-2     | Atlètic Madrid                    |
| -------- | ------- | --------------------------------- |
| Leão 22' | Informe | 84' Griezmann · 90+7' (p.) Suárez |

| Porto      | 1-5     | Liverpool FC                               |
| ---------- | ------- | ------------------------------------------ |
| Taremi 75' | Informe | 18' 60' Salah · 45' Mané · 77' 81' Firmino |

| Atlètic Madrid    | 2-2 | Liverpool FC                  |
| ----------------- | --- | ----------------------------- |
| Griezmann 20' 34' |     | 8' 79' (p.) Salah · 20' Keïta |

| Porto    | 1-0 | Milà |
| -------- | --- | ---- |
| Díaz 65' |     |      |

| Milà | - | Porto |
| ---- | - | ----- |
|      |   |       |

| Liverpool FC | - | Atlètic Madrid |
| ------------ | - | -------------- |
|              |   |                |

|  | v |  |
|  | - |  |
|  |   |  |